# Бачне
Бачне (словен. Bačne) су насељено место у општини Горења Вас-Пољане, Горењска регија, Словенија.

## Историја
До територијалне реорганизације у Словенији биле су у саставу старе општине Шкофја Лока.

## Становништво
У попису становништва из 2011. године, Бачне су имале 23 становника.
| Број становника према пописима | Број становника према пописима | Број становника према пописима |
| ------------------------------ | ------------------------------ | ------------------------------ |
| 1991                           | 2002                           | 2011                           |
| 35                             | 12                             | 23                             |